# 兩西西里的安東尼奧
兩西西里的安東尼奧（義大利語：Antonio Pasquale di Borbone-Due Sicilie，1816年9月23日—1843年1月12日），萊切伯爵，兩西西里國王法蘭西斯科一世的第五子（長子夭折，形同第四子）。1843年，安東尼奧被一名他試圖引誘的女子的丈夫刺殺，終年26歲。